# Baathpartiet (Syrien)
Baathpartiet, eller Bathpartiet (arabiska: حِزْب البَعْث, Hizb al-Ba'th, "återfödelsepartiet") med översatt fullständigt namn "Arabiska socialistiska återfödelsepartiet", var ett panarabiskt och socialistiskt parti i arabvärlden.
I Syrien grundades Baathpartiet på 1940-talet av Michel Aflaq och Salah al-Din al-Bitar och var därefter en inflytelserik kraft i landets politik. Baathpartiet förespråkade panarabism och socialism och har traditionellt sett varit antiimperialistiskt och antiisraeliskt. Partiet dominerade den politiska miljön i Syrien sedan 1963 genom olika regimer, den senaste var Assadregimen med presidenterna Hafez al-Assad och Bashar al-Assad 1971−2024.
Efter Assadregeringens fall beslöts under en nationell konferens 29 januari 2025 att upplösa Baathpartiet.

## Relationer med Iran, Hizbollah och Kurdistan
Syrien har anklagats för att ingått i vapen- och narkotikahandel med Iran, Libanon, shiamiliser och kurdiska partier. Syrien som gränsar till medelhavet hjälper dessa grupper att smuggla in narkotika, vapen till Europa och andra delar av världen.

### Iran
Iran har varit en av Syriens huvudsakliga allierade och stödjer den syriska regeringen i olika sätt, till exempel genom militärt och ekonomiskt bistånd.

### Hizbollah
Hizbollah, en shiamuslimsk militant grupp i Libanon, har också varit en nära allierad till Syrien och har kämpat tillsammans med syriska trupper i det syriska inbördeskriget.

### Kurdistan
Kurderna är en etnisk grupp som bor i flera länder, däribland Syrien. De har länge kämpat för autonomi och rättigheter, vilket har lett till spänningar med den syriska regeringen. Trots att Syrien motsätter sig ett självständigt Kurdistan i Syrien har de varit allierade med irakiska och turkiska kurder: både KDP och PKK samarbetade med Syrien. Masoud Barzani och Hafez al-Assad var strategiskt allierade, både samarbetade med varandra mot Irak och motsatte sig mot Saddam Hussein. Syrien stöttade kurderna i Irak militärt och ekonomiskt, al-Assad tog emot kurderna och lät dem bosätta sig i syriska städer, särskilt i Damaskus. Efter den amerikanska invasionen av Irak har relationerna mellan båda länderna försämrats på grund av Barzanis relation till västvärlden. 
Under det syriska inbördeskriget har de kurdiska styrkorna tagit kontroll över vissa områden i norra Syrien och har etablerat en självstyrande region kallad Rojava.

## Relation med det irakiska Baathpartiet
Syriens tidigare president och ledare av Baathpartiet Hafez al-Assad var en stark motståndare till ledaren av Baathpartiet i Irak, Saddam Hussein.
När Saddam Hussein inledde Iran–Irak-kriget 1980, valde Assad att stödja Iran i konflikten, eftersom han såg Iran som en viktig allierad mot Irak. Efter Irak–Iran-kriget fortsatte relationerna mellan Assad och Saddam Hussein att vara spända, och de hade flera diplomatiska sammandrabbningar.[källa behövs]
År 1990, när Irak invaderade Kuwait, valde Assad att stödja Kuwait och gick med i koalitionen som bekämpade Irak. Saddam Hussein ansåg att Syrien förrådde arabvärlden genom att delta i koalitionen.[källa behövs]
Efter Kuwaitkriget försökte Saddam Hussein förbättra relationerna med Syrien genom att skicka flera delegationer till Damaskus, men utan större framgång då Al-Assad nekade Saddam förfrågningar och föredrog Iran över ett arabland. I stället fortsatte spänningarna mellan de två ledarna fram till Hafez al-Assads död 2000.
Under den efterföljande invasionen av Irak 2003 motsatte sig den syriska regeringen USA:s handlingar och tillät irakiska flyktingar att söka skydd i Syrien. Även om det fanns spänningar mellan Saddam Hussein och den syriska regeringen, var Syrien inte en aktiv deltagare i invasionen av Irak eftersom de inte ville ha en amerikansk närvaro i området.

## Syriska inbördeskriget
Bashar al-Assad är den före detta presidenten i Syrien och hade makten mellan år 2000 och 2024. När det syriska inbördeskriget bröt ut 2011 svarade han med våld mot fredliga protester vilket eskalerade till en fullskalig konflikt. Assad har sedan dess använt olika taktiker för att behålla makten, inklusive militära attacker mot civila och användning av kemiska vapen.
Iran har stöttat Syrien under konflikten genom att skicka militärt stöd. Även Ryssland och Hizbollah i Libanon har stöttat Baathpartiet i Syrien. Shiamiliser från olika länder har också deltagit i kriget på Assads sida.
Det exakta antalet offer i kriget är svårt att fastställa, men uppskattningsvis miste 500 000 människor livet under de första 12 åren.